# Stanislav Stěpaškin
Stanislav Ivanovič Stěpaškin (rusky Станислав Иванович Степашкин; 1. září 1940, Moskva, Sovětský svaz – 4. září 2013, Moskva, Rusko) byl sovětský boxer.
Na Letních olympijských hrách 1964 v Tokiu získal zlatou medaili ve váhové kategorii do 57 kg. Je též dvojnásobným mistrem Evropy.